# Легенды ночных стражей
«Легенды ночных стражей» (англ. Legend of the Guardians: The Owls of Ga'Hoole) — анимационный фильм, снятый по мотивам одноимённой серии книг Кэтрин Ласки. Режиссёр Зак Снайдер, персонажей озвучивают Джим Стерджесс, Эмили Барклай, Джеффри Раш, Хьюго Уивинг. Фильм снимался в Австралии и вышел 24 сентября 2010 года, он выпущен как в RealD 3D, так и в IMAX 3D. Рейтинг MPAA — PG (рекомендуется присутствие родителей).

## Сюжет
Миром правят совы (и другие птицы и животные, об этом упоминается). Самые мудрые совы обитают на великом древе Га’Хуул. Сорен из рода Тито (Обыкновенная сипуха) любит слушать рассказы про Ночных стражей, как и его младшая сестра Эглантина, но брат Сорена по имени Клудд только высмеивает его и говорит, что Стражи — это сказки. Братья только начали обучаться полёту. Во время отсутствия родителей Сорен и Клудд решили ещё немного полетать, но они столкнулись вместе и упали на землю, самое худшее место для совы. Братья попытались долететь до ближайшей ветки, но они не умеют летать на длинные дистанции. Их подбирают две неизвестные совы. Сорен просит их вернуть его и Клудда в гнездо, но один из них отвечает угрозой. На утро Сорена и Клудда притаскивают в каньон Сант-Эголиус, где обитают злые совы, именующие себя Чистыми. Там Сорен знакомится с Гильфи (Сыч-эльф). В это время прилетает верховная королева Сант-Эголиуса по имени Найра, которая была женой Железного Клюва. Она угрожает Гильфи, но Сорен защищает её, из-за чего он и Гильфи становятся сборщиками, которые выполняют грязную работу. Сорен просит Клудда идти с ним, но тот отказывается и зарабатывает доверие Найры. Сорен и Гильфи оказываются в Тошнеториуме — месте, где сборщики добывают из комочков, которые изрыгают совы (погадок), волшебные крупицы металла. Горсть этих крупиц может вызвать у сов мучительную боль, если они находятся под их влиянием. Сорен и Гильфи встречают сову, которая была зомбирована. Гильфи предупреждает Сорена о том, что нельзя засыпать под влиянием луны, потому что после такого сна сова впадает в транс. На следующие утро слова Гильфи оправдались. Партия здоровых сов превратилась в безвольных рабов.
Тем временем Железный Клюв поручает своему приспешнику заманить их врагов в ловушку, прямо в Сант-Эголиус. Сорену и Гильфи помогает обучиться полёту старая ушастая сова по имени Гримболь, который был жертвой вторжения Чистых в их королевство. Он надеется на то, что Сорен и Гильфи долетят до древа Га’Хуул, где обитают Ночные Стражи. Однако их обнаруживает Найра и убивает Гримболя, а Сорен просит лететь Клудда с ним и Гильфи, но тот отказывается и переходит на сторону Чистых. Сорен и Гильфи сбегают из Сант-Эголиуса. Чтобы долететь до Га’Хуула, нужно сначала добраться до Хуулимерского моря. По дороге Сорен и Гильфи знакомятся с Копушей (Кроличий сыч) и Сумраком (Бородатая неясыть). Сумрак притащил змею по имени Миссис Пи, которая была няней Сорена. Пятёрка летит к Хуулимерскому морю. Долетев до моря, команда встречает ехидну-предсказателя, которая говорит, что если дух команды ослабеет, то дальше они лететь не смогут. Гильфи могла ориентироваться по звёздам и сопроводить команду до древа Га’Хуул. Но, пролетев несколько миль, команда попадает в буран. У Копуши отмёрзли крылья, из-за чего он падает в море. Сорен ищет его, но все тщетно. Но вдруг появляется Король сов — Борон, который держал в своих лапах Копушу, за Королём летела Королева, сказавшая, что Сорен и его друзья могут лететь с ними. Итак, пятёрка добирается до великого древа Га’Хуул.
Выслушав историю Сорена и Гильфи, лорд по имени Алломер не верит в то, что сказал Сорен, но за них заступается старая сова по имени Эзилриб (Североамериканская совка). Сорену удалось уговорить Короля сов, и он ему верит. Алломера посылают проверить Сант-Эголиус. С ним летят ещё две совы. Сорен, Гильфи, Копуша и Сумрак в это время проходят обучение у Стражей.
Тем временем Клудд приводит в Сант-Эголиус свою сестру Эглантину и просит её перейти на сторону Чистых, но она отказываться и говорит, что хочет домой. Клудд успокаивает её и говорит, что они вернутся завтра. Но говорит, что ей нужно поспать. И она уснула прямо под открытой луной.
Тем временем Сорен получает несколько уроков от Эзилриба по полёту (как лететь во время бурана). Тем времен Алломер спасает двух совят, одна из которых была Эглантина, а спутники Алломера были убиты «крупицами». Сорен узнаёт, что Эзилриб — Лайз Киэльский, герой детства Сорена. Алломер прилетает к древу и говорит, что нужно собирать войска и лететь спасать маленьких совят в Сант-Эголиусе. Собрав войска, Стражи идут в наступление, а Сорен тем временем ухаживает за Эглантиной. Она выходит из транса и рассказывает Сорену, что с ней было, и из рассказа он понимает, что Алломер — предатель.
Сорен и его друзья летят в Сант-Эголиус. Алломер погибает от летучих мышей из-за того, что он привёл «не всех» Стражей. Сперва Сорен, вспоминая уроки Эзилриба, спасает Стражей из под влияния «крупиц», затем сражается с Клуддом и просит понять его, но тот его не слушает и падает в горящий лес. Сорен летит помочь Лайзу в борьбе с Железным Клювом и, в конце концов, убивает Железного Клюва. Остатки Чистых и Найра отступают.
Вернувшись домой, Стражи начинают праздновать победу. Сорен, Гильфи, Копуша и Сумрак награждены и "стояли перед Королём и Королевой как юные Стражи..
Лайз предлагает ещё потренироваться в «завихрениях», намекая на сильный буран. Герои летят в сторону бурана на фоне великого древа Га’Хуул.
В титрах звучала полная песня «To the sky» группы Owl City.

## Роли озвучивают
- Джим Стёрджесс — Сорен
- Ричард Роксбург — Борон
- Райан Квантен — Клудд
- Эмили Барклай — Гильфи
- Мириам Маргулис — Миссис Плитивер
- Джеффри Раш — Эзилриб (он же Лайз Киэльский, или Лизе из Киля)
- Джоэл Эдгертон — Железный Клюв
- Хелен Миррен — Найра (она же Нира)
- Энтони Лапалья — Сумрак
- Дэвид Уэнем — Копуша
- Хьюго Уивинг — Ноктус, Гримбл (он же Бормотт)
- Сэм Нил — Алломер
- Эбби Корниш — Отулисса
- Барри Отто — Ехидна
- Эсси Дэвис — Марелла
- Ли Уоннелл — Джэтт
- Энгус Сэмпсон — Джатт
- Деборра-Ли Фернесс — Бэррен

## Создание фильма
«Warner Brothers» приобрела права на экранизацию серии книг «Ночные стражи» Кэтрин Ласки в 2005 году. Студия планировала снять по мотивам серии компьютерный фильм с Дональдом Де Лайном в качестве продюсера и Кэтрин Ласки в качестве сценариста. В апреле 2008 года проект был поручен студии «Village Roadshow» с подключившимися к нему Заком Снайдером в качестве режиссёра и Зарехом Налбандяном в качестве продюсера. Джон Орлофф и Джон Коулли написали для фильма новый сценарий.
 Создание фильма началось в феврале 2009 года в Австралии.
Созданием компьютерных спецэффектов для фильма занимается студия «Animal Logic», ранее работавшая над анимационным фильмом 2006 года «Делай ноги».

## Отличия фильма и книги
- В фильме Сант-Эголиусом управляет клан Чистых, в книге — это независимая разбойничья организация. Чистые захватывают каньон позже ради самого большого запаса Крупинок
- Клудд и Сорен свалились, когда пытались летать. В книге Клудд сам скинул брата, чтобы стать Чистым.
- Сорен и Гильфи встречают Копушу и Сумрака, видимо, уже путешествующих вместе. В книге эти персонажи встретились им постепенно, сначала Сумрак, потом Копуша.
- Настоящий Верховный Тито только подразумевается в книге. Также про его смерть сказано, что его в бою убил Клудд, потеряв при этом глаз.
- В фильме крупинки не хранились в библиотеке и имели настолько большую мощь, чтобы могли выворачивать сов почти наизнанку. В книге рассказано про 4 метода воздействия:
  - Дьявольский треугольник (потеря ориентации)
  - Притягивание металла.
  - Сокрушение (подчинение воли и разума совы).
  - Особые способности (к примеру: отец Гортензии видел сквозь скалы, а сама Гортензия не поддавалась Лунному Воздействию)
- Предатель Алломер в книгах не описан, вместо него предательницей была Вислошейка, но она не покидала Древа и потом стала «живым трупом» из-за чего её отправили в общину а не изгнали.
- Родители Сорена и Клудда остаются живы, в книге они погибают.
- В фильме Отулисса является болотной совой, а в книге пятнистой.
- Сорен узнаёт настоящее имя Эзилриба из разговора с ним. По сюжету книг Стая пробирается в дупло Эзилриба и находит его книги, подписанные именем Лизэ из Киля, а затем его домашняя змея рассказывает историю Эзилриба.
- В книге Клудд и Металлический (Железный) Клюв — это одно лицо, в фильме это разные персонажи.
- В Сант-Эголиусе не было прирученного огня, он был лишь у стражей Га’Хуула и кузнецов-одиночек, про которых в фильме тоже не было сказано.

## Видеоигра
Warner Bros. Interactive Entertainment выпустила игру по мотивам фильма для платформ Wii, Xbox 360, PS3, и DS. Версии для Wii, Xbox 360 и PS3 были разработаны Krome Studios, а версия для DS — компанией Tantalus Media.